# Placiphorella velata
Placiphorella velata är en blötdjursart som beskrevs av Dall 1879. Placiphorella velata ingår i släktet Placiphorella och familjen Mopaliidae. Inga underarter finns listade i Catalogue of Life.